# Премия Софии
Премия Софии (Sophie Prize) — присваивавшаяся ежегодно на протяжении 1998—2013 годов международная премия в области охраны окружающей среды и устойчивого развития, в размере 100 тыс. долларов США, созданная чтобы «вдохновлять людей, трудящихся для устойчивого будущего». Была учреждена в 1997 году норвежским писателем Юстейном Гордером и его супругой, с названием, отсылающим к его роману «Мир Софии». Жюри премии возглавляла Åslaug Haga с заместителем Petter Nome, в его состав входили Томас Хюлланд Эриксен, Dag Olav Hessen, Bård Lahn, Ylva Lindberg, Sidsel Mørck и сам Юстейн Гордер. Прекратила существование за недостатком средств.

## Лауреаты
- 1998 — Environmental Rights Action, Нигерия
- 1999 — Дэйли, Герман и Thomas Kocherry[англ.]
- 2000 — Liao Xiaoyi[англ.]
- 2001 — ATTAC[англ.], Франция
- 2002 — Варфоломей I
- 2003 — Пилджер, Джон
- 2004 — Маатаи, Вангари
- 2005 — Шейла Уотт-Клаутьер
- 2006 — Romina Picolotti
- 2007 — Перссон, Ханс Йоран
- 2008 — Дейли, Гретхен
- 2009 — Силва, Марина
- 2010 — Хансен, Джеймс
- 2011 — Tristram Stuart[англ.]
- 2012 — Жоли, Ева
- 2013 — Bill McKibben[англ.]